# УРАН (радиоинтерферометр)
Украинский радиоинтерферометр Академии Наук (УРАН) — украинская система радиотелескопов для изучения космоса.

Схема расположения системы УРАН

Система УРАН — это разнесённые на тысячу километров элементы одной гигантской антенны. Это позволяет существенно улучшить угловое разрешение. Исследования в рамках работы этой системы является составной частью государственной академической научной программы «УРАН», нацеленной на решение фундаментальных проблем космической радиофизики в декаметровом диапазоне.

## История создания системы
По инициативе учёных, в частности академика Семёна Яковлевича Брауде в начале 1970-х годов был построен УТР-2. В то время были начаты работы по созданию радиоастрономических антенн декаметровых волн на новых принципах, позволяющих снизить влияние негативных факторов. В результате радиотелескоп УТР-2 до настоящего времени является самым большим и самым совершенным в мире инструментом наблюдения декаметрового диапазона длин волн. Радиотелескоп начал работу в 1970 году, а с 1972 года начались регулярные научные измерения.
По той же инициативе через десять лет на территории Украины были построены четыре меньших радиотелескопа, которые вместе с УТР-2 образовали интерферометр УРАН, что значительно усилило возможности мощного УТР-2.

## Структура системы
Функционирование системы УРАН составляет совместная работа пяти радиотелескопов Украины:
- УТР-2 — Радиоастрономический институт НАН Украины
- УРАН-1 — 12 отдел Радиоастрономического института НАН Украины на территории Института ионосферы НАН и МОН Украины
- УРАН-2 — Полтавская гравиметрическая обсерватория Института геофизики НАН Украины имени С. И. Субботина
- УРАН-3 — Физико-механический институт имени Г. В. Карпенко НАН Украины
- УРАН-4 — Наблюдательная станция Маяки НИИ «Астрономическая обсерватория» ОНУ им. И. И. Мечникова